# Казирово
Кази́рово (рос. Казырово, башк. Ҡаҙыр) — село (у минулому присілок) у складі Уфимського району Башкортостану, Росія. Входить до складу Ніколаєвської сільської ради.
Населення — 105 осіб (2010; 67 у 2002).
Національний склад:
- росіяни — 82 %